# Маркъс (филм)
„Маркъс“ (на английски: About a Boy) е британско-американско-френски трагикомичен филм от 2002 г., режисиран от Крис Вайц и Пол Вайц. Сценарият, написан от братя Вайц и Питър Хеджис, е базиран на романа „Кажи ми, Маркъс“ на Ник Хорнби.

## Актьорски състав
| Актьор       | Роля         |
| ------------ | ------------ |
| Хю Грант     | Уил Фрийман  |
| Никълъс Холт | Маркъс Брюър |
| Тони Колет   | Фиона Брюър  |
| Рейчъл Вайс  | Рейчъл       |
| Наталия Тена | Ели          |
| Шарън Смол   | Кристин      |

## Награди и номинации
| Категория                                                 | Номиниран(и)                         | Резултат                |
| Оскар (23 март 2003 г.)                                   | Оскар (23 март 2003 г.)              | Оскар (23 март 2003 г.) |
| --------------------------------------------------------- | ------------------------------------ | ----------------------- |
| Най-добър адаптиран сценарий                              | Питър Хеджис, Крис Вайц и Пол Вайц   | номинация               |
| Награда на БАФТА (23 февруари 2003 г.)                    |                                      |                         |
| Най-добър адаптиран сценарий                              | Питър Хеджис, Крис Вайц и Пол Вайц   | номинация               |
| Най-добра актриса в поддържаща роля                       | Тони Колет                           | номинация               |
| Златен глобус (19 януари 2003 г.)                         |                                      |                         |
| Най-добър филм – мюзикъл или комедия                      | Най-добър филм – мюзикъл или комедия | номинация               |
| Най-добър актьор в мюзикъл или комедия                    | Хю Грант                             | номинация               |
| Сателит (12 януари 2003 г.)                               |                                      |                         |
| Най-добра оригинална песен                                | „Something to Talk About“            | награда                 |
| Най-добър филм – мюзикъл или комедия                      | Най-добър филм – мюзикъл или комедия | номинация               |
| Най-добра филмова музика                                  | Badly Drawn Boy                      | номинация               |
| Най-добър актьор в мюзикъл или комедия                    | Хю Грант                             | номинация               |
| Най-добра актриса в поддържаща роля в мюзикъл или комедия | Тони Колет                           | номинация               |
| Емпайър (5 февруари 2003 г.)                              |                                      |                         |
| Най-добър британски актьор                                | Хю Грант                             | награда                 |
| Най-добър британски филм                                  | Най-добър британски филм             | номинация               |

## В България
На 17 януари 2010 г. Нова телевизия излъчва филма с български дублаж.